# El Bayadh (tỉnh)
El Bayadh (tiếng Ả Rập: ولاية البيض ) là một tỉnh ở Algérie, được đặt tên theo tỉnh lỵ El Bayadh.

## Các đơn vị hành chính
Tỉnh này được chia thành 8 huyện, các huyện lại được chia thành 22 đô thị (huyện lỵ có tên giống tên huyện có chữ đậm)
- Chellala
- Brézina
- Rogassa
- El Abiodh Sidi Cheikh
- Boualem
- Bougtob
- El Bayadh
- Boussemghoun